# Mobtown Ballroom
Mobtown Ballroom & Café es un salón de baile y restaurante en Baltimore, Maryland, Estados Unidos. Fue fundado en 2011 como un local de baile swing en el barrio de Pigtown. En 2023, se trasladó a Station North y agregó una cafetería.

## Historia

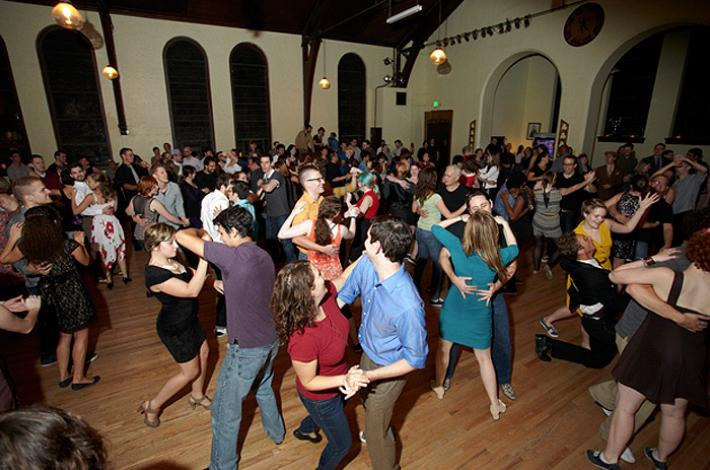
Baile swing en Mobtown en 2015.

La empresa fue cofundada como Mobtown Ballroom por Sarah Sullivan y Michael Seguin, junto con Nina Gilkenson. Se inauguró en septiembre de 2011. Inicialmente ocupó una iglesia episcopal desacralizada en 861 Washington Blvd. en Pigtown construida en la década de 1870 con 2800 pies cuadrados (260 m²) de espacio. La empresa reclutó voluntarios de la comunidad de danza para construir un piso flexible personalizado de 5 capas con más de 10 000 clavos y tornillos. 
En 2014, después de un proceso que duró años, adquirió una licencia para vender bebidas alcohólicas después de que Bill Ferguson patrocinara una legislación estatal favorable que permitía la licencia a pesar de la presencia de iglesias cercanas, condicionada a su consentimiento, y el concejal Ed Reisinger los ayudó a rezonificar el edificio.

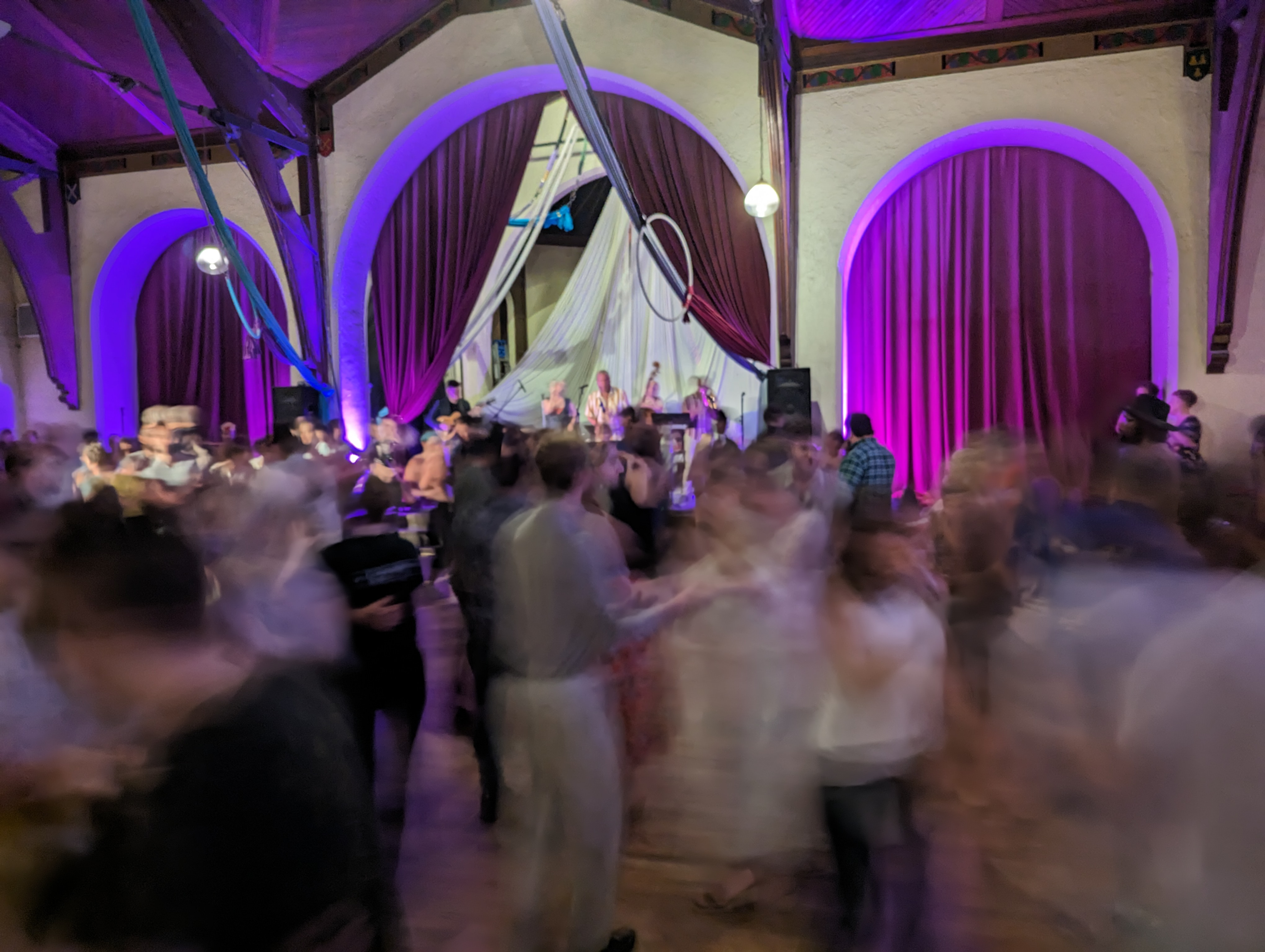
Chelsea Reed y la Fairweather Band en Mobtown en 2023.

Gilkenson se fue alrededor de 2016. En 2019, el espacio de la iglesia se vendió a Stax Charm City LLC. Mobtown entró en conflicto con el nuevo propietario y en 2023 decidió no renovar su contrato de arrendamiento. Se trasladó a un espacio de 5000 pies cuadrados (465 m²) de espacio en North Avenue Market (un mercado de una cuadra de largo construido en 1928) en Station North con la ayuda de Central Baltimore Partnership y el desarrollador John Renner. Los propietarios añadieron un componente de cafetería porque, según dijeron, «la comida es el tema principal en torno al cual se reúne la gente». Se realizó una reapertura suave en enero de 2024, seguida de una gran celebración de inauguración en abril de 2024 después de que los voluntarios construyeran un nuevo piso flexible.

## Operación
Mobtown se gestiona como una empresa privada con fines de lucro.
Sullivan dijo que aspira a que el salón de baile sirva como un tercer lugar (un entorno social separado de los dos entornos sociales habituales del hogar y el lugar de trabajo) y punto de reunión de la comunidad. Los clientes han destacado la unida comunidad de bailarines que frecuenta el salón de baile, a menudo haciendo alusiones a su antiguo hogar religioso.
La cafetería está abierta por la mañana y por la tarde de lunes a sábado. Los viernes, se convierte en el espacio de trabajo cooperativo «Jobtown Ballroom», donde los usuarios pueden agregar actividades de descanso a una agenda de papel.

## Baile
Mobtown organiza bailes de swing todos los lunes y viernes por la noche, precedidos de lecciones. Regularmente tocan bandas en vivo, y se venden bebidas alcohólicas. No hay una hora de finalización establecida, pero algunos bailes se extienden más allá de las 2 a. m..
Mobtown también alquila su espacio para clases de danza del vientre y de artes circenses y square dance.

## Menú
Mobtown sirve cocina estadounidense, con un menú cambiante para adaptarse a los ingredientes de temporada. Su jefe de cocina, Jake Cornman, describió su menú como «clásicos sencillos hechos bien y desde cero». El restaurante sirve café de Black Acres Coffee Roastery.

Comida y bebida en Mobtown
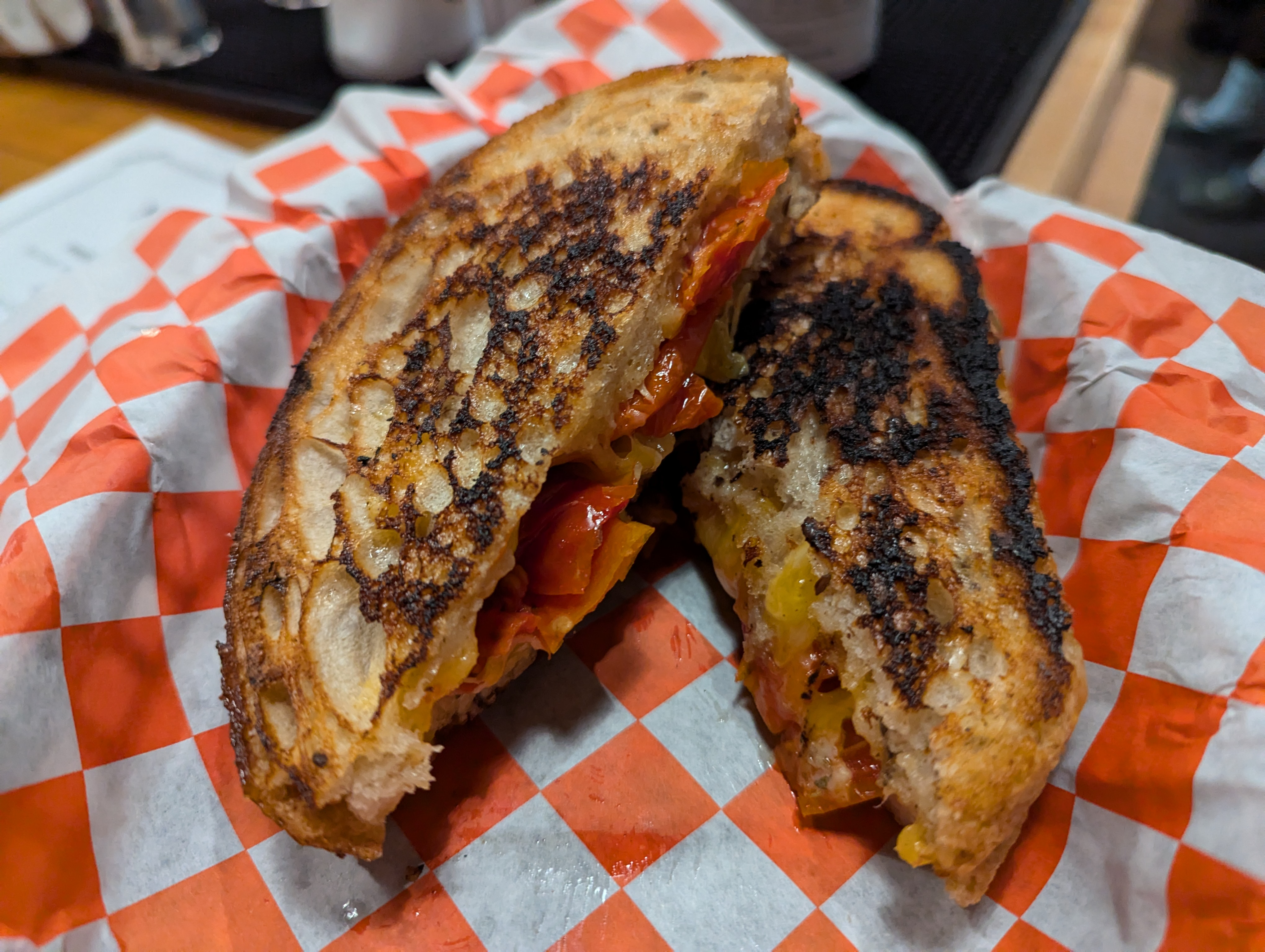
Sándwich de queso a la plancha con tomates
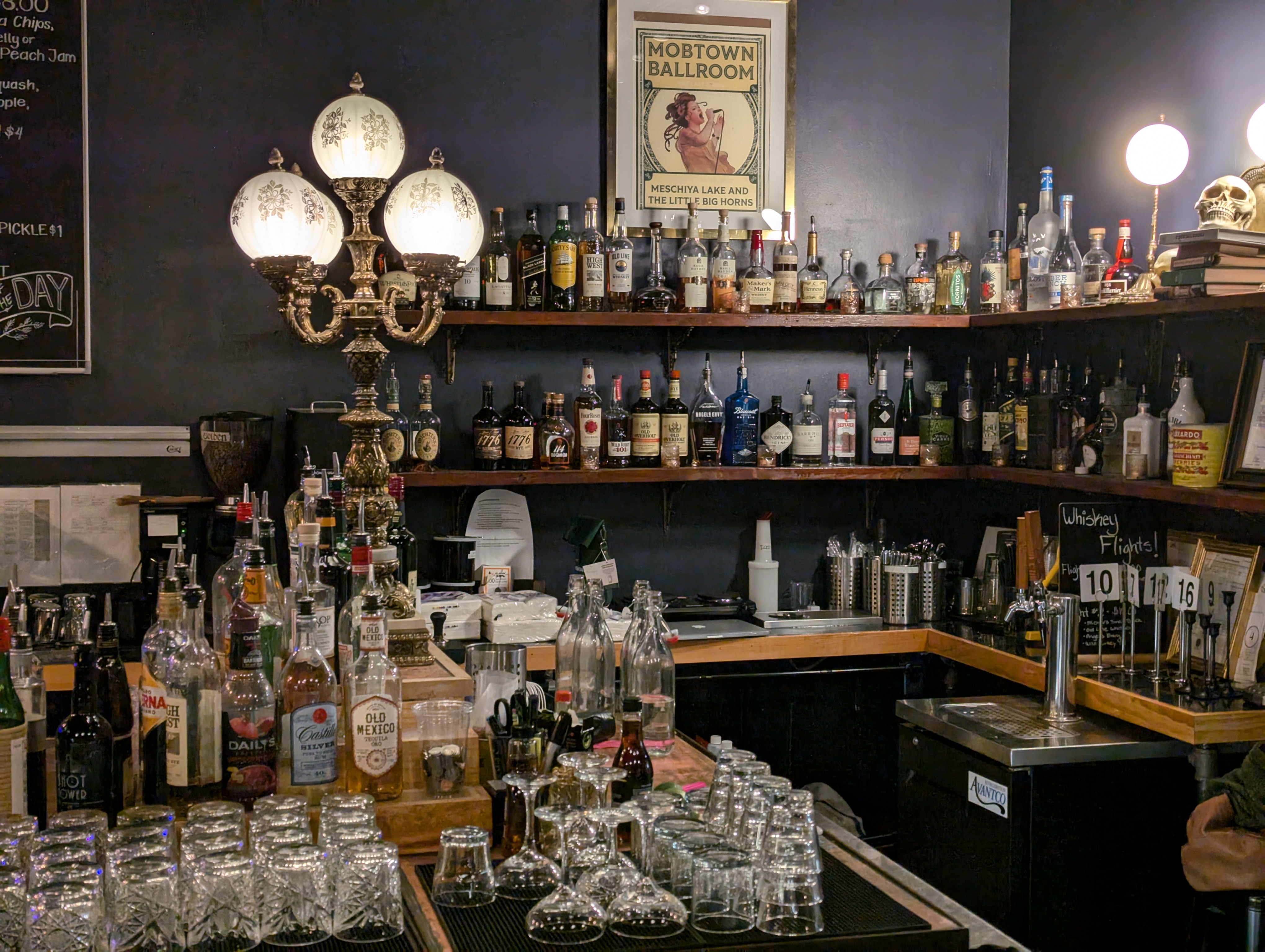
Zona de bar